# 永井花奈
永井 花奈（ながい かな、1997年6月16日 - ）は、東京都品川区出身の日本の女子プロゴルファーである。所属はServiceNow。

## 経歴
品川区立立会小学校から品川区立伊藤学園中学校に進み、日出高等学校（現 目黒日本大学高等学校）卒業。
実家は中華料理店経営で、父の影響で6歳からゴルフを始める。
アマチュア時代の主な成績として2012年「ロレックスジュニアゴルフチャンピオンシップ」（12歳～14歳女子の部）優勝、2013年「石川遼カップジュニアゴルフチャンピオンシップ」（12歳～14歳女子の部）優勝、「関東女子ゴルフ選手権」連覇（2013年、2014年）等がある。
2014年前期にJGAナショナルチーム入り。同年「日本女子オープンゴルフ選手権競技」にアマチュアとして出場し単独3位となる。
2015年前期と後期にJGAナショナルチーム入り。同年末全米女子プロゴルフ協会（USLPGA）のツアー予選会に出場。
2016年2月USLPGAツアー「ISPSハンダオーストラリアン女子オープン」でプロ初出場（47位タイ）。4月にはUSLPGA下部のシメトラツアーに参戦した。
同年7月日本女子プロゴルフ協会（LPGA）最終プロテストに進出し初挑戦で単独トップ合格、LPGA88期生となる。トップ合格の為翌週の「meijiカップ」（大会名は当時）からLPGAツアーの出場権を与えられた。最終的に同ツアー15試合出場、年間獲得賞金ランキング（賞金ランク）76位。同年ファイナルクォリファイングトーナメントに進出し14位で翌シーズンの同ツアー出場資格を得た。
2017年からデンソー所属。同年10月「樋口久子 三菱電機レディスゴルフトーナメント」においてLPGAツアー初優勝。最終的に賞金ランク20位で自身初のシード入り。
2019年から辻村明志に師事。最終的に賞金ランク36位で3年連続でシード入りを果たす。

## おもな戦歴（TOP10）
※本項の成績は 永井花奈（日本女子プロゴルフ協会のプロフィール）の年度別大会成績に基づく
- 2016年
  - スタンレーレディスゴルフトーナメント 7位タイ
- 2017年
  - KKT杯バンテリンレディスオープン 6位タイ
  - フジサンケイレディスクラシック 10位タイ
  - サマンサタバサ ガールズコレクション・レディーストーナメント 5位タイ
  - 大東建託・いい部屋ネットレディス 4位
  - NEC軽井沢72ゴルフトーナメント 5位タイ
  - CAT Ladies 6位タイ
  - ゴルフ5レディス プロゴルフトーナメント 5位タイ
  - スタンレーレディスゴルフトーナメント す9位タイ
  - 樋口久子 三菱電機レディスゴルフトーナメント 優勝
- 2018年
  - ヨコハマタイヤゴルフトーナメント PRGRレディスカップ 9位タイ
  - ヤマハレディースオープン葛城 5位タイ
  - KKT杯バンテリンレディスオープン 8位タイ
  - サイバーエージェントレディスゴルフトーナメント 3位タイ
  - 宮里藍 サントリーレディスオープンゴルフトーナメント 5位タイ
  - ニチレイレディス 6位タイ
  - サマンサタバサ ガールズコレクション・レディーストーナメント 8位タイ
  - 北海道Meijiカップ 10位タイ
  - 富士通レディース 6位タイ
  - 伊藤園レディスゴルフトーナメント 2位タイ
- 2019年
  - スタジオアリス女子オープン 6位タイ
  - パナソニックオープンレディースゴルフトーナメント 3位タイ
  - ワールドレディスチャンピオンシップ サロンパスカップ 6位タイ
  - 資生堂 アネッサ レディスオープン  9位タイ
  - ミヤギテレビ杯ダンロップ女子オープンゴルフトーナメント  3位タイ
- 2020年
  - 大王製紙エリエールレディスオープン  6位タイ
- 2021年
  - 明治安田生命レディス ヨコハマタイヤゴルフトーナメント  2位(プレーオフ)
- 2022年
  - 明治安田生命レディス ヨコハマタイヤゴルフトーナメント 6位
  - アース・モンダミンカップ5位タイ
  - 楽天スーパーレディース 10位タイ
  - 住友生命Vitalityレディス東海クラシック 4位タイ
  - スタンレーレディスホンダゴルフトーナメント 2位タイ
  - TOTOジャパンクラシック 2位
- 2023年
  - 宮里藍 サントリーレディスオープンゴルフトーナメント 8位タイ
  - ニチレイレディス 8位タイ
  - 楽天スーパーレディース 7位

## 契約先
- クラブ - ヤマハ[22]
- ボール - タイトリスト
- ウェア - MARK＆LONA[23]
- シューズ - ecco